# 巴耶西托 (加利福尼亞州)
巴耶西托（英語：Vallecito）是位於美國加利福尼亞州卡拉韋拉斯縣的一個人口普查指定地區。

## 地理
巴耶西托的座標為38°05′25″N 120°28′25″W / 38.09028°N 120.47361°W，而該地最高點為海拔高度537米（即1762英尺）。

## 人口
根據2010年美國人口普查的數據，巴耶西托的面積為22.184平方千米，當中陸地面積為22.172平方千米，而水域面積為0.012平方千米。當地共有人口442人，而人口密度為每平方千米19人。